# Paulo Vintém
Paulo Vintém (Montijo, 18 de abril de 1979) é um actor, músico e realizador português. Foi um dos elementos da banda D'ZRT até 2010.

## Biografia
Antes de iniciar a sua carreira como ator, trabalhou como operador de câmara, como bailarino free-lancer e ainda deu aulas de dança (Hip hop) em ginásios. Pratica muitos desportos, sendo o seu preferido o paraquedismo.
Celebrizou-se pela sua atuação como Topê na série televisiva Morangos com Açúcar. Participou na Operação Triunfo 2.
Para além de tocar guitarra, Paulo Vintém também tem noções de bateria e de mais alguns instrumentos. Mora em Sintra e estudou no Instituto Politécnico de Setúbal.
Em 2008, lançou o álbum a solo “Vintém”.
Fez de Troy Bolton na versão portuguesa em teatro de "High School Musical". Integrou o espetáculo musical "Aladino". Em 2012, participou no programa televisivo "A Tua Cara Não Me É Estranha", na "TVI". Em 2013, participou no talent-show da RTP1 "Feitos ao Bife". Em 2013, substitui Rita Pereira no talent-show da TVI "Dança com as Estrelas". Em 2015 atuou na série "ONREC" no +TVI.
Participou nas em novelas e séries como “Resistirei” na SIC, “Casos da Vida”ou na novela “Mar de Paixão” da TVI. 
Em 2014, criou a Beat Movies, dedicando-se à produção e realização de anúncios de publicidade. Destacam-se os trabalhos realizados para a Online Dance Company, alguns deles nomeados e reconhecidos internacionalmente. 

## Televisão
| Ano         | Projeto                                   | Papel                      | Notas                          | Canal |
| 2004 - 2005 | Morangos com Açúcar (2.ª série)           | António Pedro Gomes «Topê» | Elenco Adicional               | TVI   |
| 2004 - 2005 | Morangos com Açúcar (2.ª série)           | António Pedro Gomes «Topê» | Elenco Principal               | TVI   |
| 2005 - 2006 | Morangos com Açúcar (3.ª série)           | António Pedro Gomes «Topê» |                                | TVI   |
| 2008        | Casos da Vida - ‘Milionário a Dias’       | Alberto                    |                                | TVI   |
| 2008        | Resistirei                                | Henrique                   | Elenco Adicional               | SIC   |
| 2010 - 2011 | Mar de Paixão                             | Leonel Carreira            | Elenco Principal               | TVI   |
| 2011        | Perfil                                    | Ele Próprio                | Apresentadora da rubrica «Rec» | TVI   |
| 2011        | Morango mania                             | Ele Próprio                | Apresentador                   | TVI   |
| 2012        | A Tua Cara Não Me É Estranha (1.ª edição) | Ele Próprio                | Concorrente                    | TVI   |
| 2013        | Dança com as Estrelas (1.ª edição)        | Ele Próprio                | Concorrente                    | TVI   |
| 2014        | On Rec                                    | Ele Próprio                | Apresentador                   | +TVI  |
| 2023        | Morangos com Açúcar 10                    | António Pedro Gomes «Topê» | Participação Especial          | TVI   |

## Música
| Ano         | Nome                 | Função          | Produção                                    |
| 2010        | Vintém School Tours  | Promotor/Cantor | GLAM Music                                  |
| 2009        | Álbum: D’ZRT Project | Cantor          | -                                           |
| 2009        | Tournée: Vintém      | Cantor (solo)   | -                                           |
| 2008        | Álbum: Vintém        | Cantor (solo)   | -                                           |
| 2005 - 2007 | Tournée D’ZRT        | Cantor          | Angola, Alemanha, Suíça, Luxemburgo, França |

## Teatro
| Ano  | Nome                                       | Personagem | Local                           |
| 2018 | Musical: O Principezinho                   | Aviador    | Teatro da Trindade              |
| 2013 | Musical: Aladino                           | Aladino*   | Coliseu (Lisboa) Rivoli (Porto) |
| 2008 | Musical: High School Music – O Espectáculo | Troy*      | Tivoli (Lisboa) Rivoli (Porto)  |

## Dança
| Ano         | Grupo                | Função                 | Eventos/Marcas                            |
| 2002 - 2004 | Fly Dancers          | Bailarino Profissional | Moda Cascais, Wella, Bosh, Renault, Mazda |
| 1997 - 2001 | Funky for Fun Bfunky | Bailarino HipHop       | Espectáculos/Programas de Televisão       |

## Realização
| Ano         | Nome                                     |
| 2014 / 2018 | Realizador / Produtor na Beat Movies     |
| 2014        | Dança com as Estrelas – Bastidores (TVI) |